# ブリウイルス性腹水症
ブリウイルス性腹水症（ブリウイルスせいふくすいしょう、英:yellowtail ascites virus disease）とはビルナウイルス科Aquabirnavirus属に属する黄色尾腹水ウイルス（yellowtail ascites virus;YAV）感染を原因とするブリの感染症。ウイルス性膵肝壊死症と呼ばれることもある。壊死症と外部所見として体色黒化、鰓の褪色、腹部膨満、内部所見、病理所見として黄色ないし赤色の腹水貯留、肝臓の赤変、膵腺房細胞や肝実質細胞の巣状壊死。25℃では20℃に比べ病原性が弱いため、日本では夏季の斃死は起こらない。黄色尾腹水ウイルスは伝染性膵臓壊死症を引き起こす伝染性膵臓壊死ウイルスに類似する。